# شيلي تومسون
شيلي تومسون (بالألمانية: Shelley Thompson)‏ (و. 1984  م) هي لاعبة كرة قدم، من ألمانيا، ولدت في لانغنفلد، تلعب كمُهَاجِمَة.

## التعليم
تعلمت في جامعة ريجيس.

## روابط خارجية
- شيلي تومسون على موقع قاعدة بيانات كرة القدم.إي يو (الإنجليزية)
- شيلي تومسون على موقع بيانات كرة القدم. دي إي (الألمانية)
- شيلي تومسون على موقع Soccerway.com (الإنجليزية)
- شيلي تومسون على موقع عالم كرة القدم.نت (الإنجليزية)